# Port lotniczy Arwajcheer
Port Lotniczy Arwajcheer (IATA: AVK, ICAO: ZMAH) – port lotniczy w Arwajcheerze, stolicy ajmaku południowochangajskiego, w Mongolii.

## Linie lotnicze i połączenia
- MIAT Mongolian Airlines (Ułan Bator, Ałtaj)